# 1997年ヨーロッパグランプリ
1997年ヨーロッパグランプリ (1997 European Grand Prix) は、1997年のF1世界選手権最終戦として、1997年10月26日にヘレス・サーキットで開催された。

## 概要
前戦日本GPでジャック・ヴィルヌーヴが受けた失格処分が確定したことにより、ドライバーズチャンピオン争いはミハエル・シューマッハがヴィルヌーヴを1ポイントリードして最終戦を迎えた。土曜午前中のフリー走行では、ヴィルヌーヴがシューマッハのチームメイトであるエディ・アーバインに走行を邪魔され、フェラーリのピットに文句を言いにいくという一幕があった。
この年限りでワークスエンジンの供給活動を終えるルノーにとっては最後のグランプリとなる。レース前には供給先のウィリアムズとベネトンのマシンをホームストレートに並べて、関係者とともに記念撮影を行った。

## 予選

### 展開
予選では最初のタイムアタックでヴィルヌーヴが1分21秒072を記録。続いてアタックしたシューマッハとハインツ＝ハラルド・フレンツェンも1000分の1秒まで同タイムを記録するという、F1世界選手権が始まって以来の珍事が起こった（1000分の1秒差でも距離にして5cm余りの違いでしかない）。「予選同タイムの場合、先に記録した順のグリッドとなる」というレギュレーションにより、ポールポジションはヴィルヌーヴ、2位シューマッハ、3位フレンツェンと決まった。その後、同タイムによるポールポジション獲得は、2024年カナダグランプリでも起こった（1位ジョージ・ラッセル、2位マックス・フェルスタッペン）。
デイモン・ヒルは途中計時で3人のタイムを上回っていたが、最終コーナーでスピンした片山右京を避けたためにタイムロスして4位に終わった。

### 結果
| 順位 | No | ドライバー                       | チーム                   | タイム   | 差     |
| ---- | -- | -------------------------------- | ------------------------ | -------- | ------ |
| 1    | 3  | ジャック・ヴィルヌーヴ           | ウィリアムズ・ルノー     | 1'21.072 |        |
| 2    | 5  | ミハエル・シューマッハ           | フェラーリ               | 1'21.072 | +0.000 |
| 3    | 4  | ハインツ＝ハラルド・フレンツェン | ウィリアムズ・ルノー     | 1'21.072 | +0.000 |
| 4    | 1  | デイモン・ヒル                   | アロウズ・ヤマハ         | 1'21.130 | +0.058 |
| 5    | 9  | ミカ・ハッキネン                 | マクラーレン・メルセデス | 1'21.369 | +0.297 |
| 6    | 10 | デビッド・クルサード             | マクラーレン・メルセデス | 1'21.476 | +0.404 |
| 7    | 6  | エディ・アーバイン               | フェラーリ               | 1'21.610 | +0.538 |
| 8    | 8  | ゲルハルト・ベルガー             | ベネトン・ルノー         | 1'21.656 | +0.584 |
| 9    | 14 | オリビエ・パニス                 | プロスト・無限ホンダ     | 1'21.735 | +0.663 |
| 10   | 7  | ジャン・アレジ                   | ベネトン・ルノー         | 1'22.011 | +0.939 |
| 11   | 23 | ヤン・マグヌッセン               | スチュワート・フォード   | 1'22.167 | +1.095 |
| 12   | 22 | ルーベンス・バリチェロ           | スチュワート・フォード   | 1'22.222 | +1.150 |
| 13   | 2  | ペドロ・ディニス                 | アロウズ・ヤマハ         | 1'22.234 | +1.162 |
| 14   | 16 | ジョニー・ハーバート             | ザウバー・ペトロナス     | 1'22.263 | +1.191 |
| 15   | 15 | 中野信治                         | プロスト・無限ホンダ     | 1'22.351 | +1.279 |
| 16   | 11 | ラルフ・シューマッハ             | ジョーダン・プジョー     | 1'22.740 | +1.668 |
| 17   | 12 | ジャンカルロ・フィジケラ         | ジョーダン・プジョー     | 1'22.804 | +1.732 |
| 18   | 17 | ノルベルト・フォンタナ           | ザウバー・ペトロナス     | 1'23.281 | +2.209 |
| 19   | 20 | 片山右京                         | ミナルディ・ハート       | 1'23.409 | +2.337 |
| 20   | 21 | タルソ・マルケス                 | ミナルディ・ハート       | 1'23.854 | +2.782 |
| 21   | 19 | ミカ・サロ                       | ティレル・フォード       | 1'24.222 | +3.150 |
| 22   | 18 | ヨス・フェルスタッペン           | ティレル・フォード       | 1'24.301 | +3.229 |

- 予選通過タイム 1'26.747
- タイムが全く同一だった場合、先にタイムを出した方が上位のグリッドに着く

## 決勝

### 展開
スタートではポールシッターのヴィルヌーヴが出遅れ、2番グリッドのシューマッハに先行を許した。ヴィルヌーヴはフレンツェンに次ぐ3番手に後退し、以下ハッキネン、クルサード、ヒル、アーバインと続いてオープニングラップを終えた。シューマッハがリードを5秒に広げると、8周目にフレンツェンに道を譲られヴィルヌーヴが2位に浮上した。
シューマッハとヴィルヌーヴは22周目から23周目にかけて最初のピットインを行い、フレンツェンとハッキネンの後方でレースに復帰した。ここでフレンツェンがラップタイムを落として後続を抑えた結果、シューマッハとヴィルヌーヴの差が1秒以内に急接近した。ウィリアムズは前戦日本GPでフェラーリにしてやられた「チームプレー」を逆にやり返した。日本GPでシューマッハをアシストしたアーバインはペースが遅く、今回はチームの戦力になれなかった。
フレンツェンとハッキネンがピットインすると、以後は逃げるシューマッハと追うヴィルヌーヴという緊迫したマッチレースになった。30周目にはヴィルヌーヴが周回遅れのフォンタナに引っ掛かって差が3秒余りに広がるが、ヴィルヌーヴはそれ以上の逃げを許さなかった。43周目から44周目にかけて両者が2回目のピットインを終えるとシューマッハのペースが鈍り、47周目には完全なテール・トゥ・ノーズの状態となった。

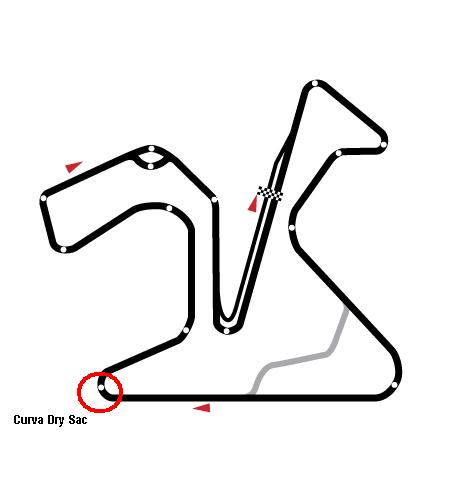
シューマッハとヴィルヌーヴが接触したドライサック・ヘアピン（赤丸の地点）

48周目、裏ストレートでヴィルヌーヴはシューマッハのスリップストリームから抜け出し、鋭角なドライサック・ヘアピンへのハードブレーキングでインを突いた。シューマッハはこれを阻もうとステアリングを切り込むが、すでにヴィルヌーヴの方が半車身前に出ており、ウィリアムズ・FW19の左サイドポンツーンにフェラーリ・F310Bの右前輪が接触。シューマッハはコース外に弾き出され、サンドトラップにはまって後輪が空転し、脱出不能となってリタイアした。
これでヴィルヌーヴは6位以内でチェッカーを受けるとチャンピオン決定となったが、接触のダメージを懸念してペースを落とし、更にタイヤにブリスターが発生したため、レース終盤には後方からマクラーレン勢が接近して行く。
ファイナルラップとなる69周目、チェッカーまで残りわずかのアイルトン・セナ・シケインでハッキネンが仕掛けてトップを奪い、クルサードもこれに続き、マクラーレン勢がそのまま1-2フィニッシュを決め、ハッキネンはF1参戦99戦目（出走95戦目）での初優勝を飾った。これはティエリー・ブーツェンの参戦96戦目を更新する、当時としては最も遅い初優勝記録であった。また、マクラーレンのワンツーフィニッシュは1991年の日本GP（優勝ゲルハルト・ベルガー、2位アイルトン・セナ）以来6年ぶりとなった。そしてヴィルヌーヴが3位でチャンピオンを決めたのに続き、引退（この時点では休養）を表明しているベルガーが4位で最後のレースを締めくくった。同じくラストレースとなった片山も17位で完走した。
レース後の表彰式では小柄なヴィルヌーヴがマクラーレンの2名に肩車され、ドライバーズタイトル獲得を喜んだ。チームの記念撮影ではウィリアムズのメカニックたちが、ヴィルヌーヴの髪の色に合わせた金色のかつらを被って祝福した。ヴィルヌーヴとの接触でリタイアしたシューマッハだったが、二人は翌朝まで酒を飲み交わしていたという。

### 結果
| 順位 | No | ドライバー                       | チーム                   | 周回数 | タイム/リタイア | グリッド | ポイント |
| ---- | -- | -------------------------------- | ------------------------ | ------ | --------------- | -------- | -------- |
| 1    | 9  | ミカ・ハッキネン                 | マクラーレン・メルセデス | 69     | 1:38'57.771     | 5        | 10       |
| 2    | 10 | デビッド・クルサード             | マクラーレン・メルセデス | 69     | +1.654          | 6        | 6        |
| 3    | 3  | ジャック・ヴィルヌーヴ           | ウィリアムズ・ルノー     | 69     | +1.803          | 1        | 4        |
| 4    | 8  | ゲルハルト・ベルガー             | ベネトン・ルノー         | 69     | +1.919          | 8        | 3        |
| 5    | 6  | エディ・アーバイン               | フェラーリ               | 69     | +3.789          | 7        | 2        |
| 6    | 4  | ハインツ＝ハラルド・フレンツェン | ウィリアムズ・ルノー     | 69     | +4.537          | 3        | 1        |
| 7    | 14 | オリビエ・パニス                 | プロスト・無限ホンダ     | 69     | +1'07.145       | 9        |          |
| 8    | 16 | ジョニー・ハーバート             | ザウバー・ペトロナス     | 69     | +1'12.961       | 14       |          |
| 9    | 23 | ヤン・マグヌッセン               | スチュワート・フォード   | 69     | +1'17.487       | 11       |          |
| 10   | 15 | 中野信治                         | プロスト・無限ホンダ     | 69     | +1'18.215       | 15       |          |
| 11   | 12 | ジャンカルロ・フィジケラ         | ジョーダン・プジョー     | 68     | +1 Lap          | 17       |          |
| 12   | 19 | ミカ・サロ                       | ティレル・フォード       | 68     | +1 Lap          | 21       |          |
| 13   | 7  | ジャン・アレジ                   | ベネトン・ルノー         | 68     | +1 Lap          | 10       |          |
| 14   | 17 | ノルベルト・フォンタナ           | ザウバー・ペトロナス     | 68     | +1 Lap          | 18       |          |
| 15   | 21 | タルソ・マルケス                 | ミナルディ・ハート       | 68     | +1 Lap          | 20       |          |
| 16   | 18 | ヨス・フェルスタッペン           | ティレル・フォード       | 68     | +1 Lap          | 22       |          |
| 17   | 20 | 片山右京                         | ミナルディ・ハート       | 68     | +1 Lap          | 19       |          |
| Ret  | 5  | ミハエル・シューマッハ           | フェラーリ               | 47     | 接触            | 2        |          |
| Ret  | 1  | デイモン・ヒル                   | アロウズ・ヤマハ         | 47     | ギアボックス    | 4        |          |
| Ret  | 11 | ラルフ・シューマッハ             | ジョーダン・プジョー     | 44     | 冷却水漏れ      | 16       |          |
| Ret  | 22 | ルーベンス・バリチェロ           | スチュワート・フォード   | 30     | ギアボックス    | 12       |          |
| Ret  | 2  | ペドロ・ディニス                 | アロウズ・ヤマハ         | 11     | スピンアウト    | 13       |          |

- ファステストラップ ハインツ＝ハラルド・フレンツェン 1'23.135（Lap 30）
- ラップリーダー ミハエル・シューマッハ (LAP 1-21,28-42,45-47) 、ジャック・ヴィルヌーヴ (LAP 22,43-44,48-68) 、ハインツ＝ハラルド・フレンツェン (LAP 23-27) 、ミカ・ハッキネン (LAP 69)

## レース後の出来事

### シューマッハへの処罰
48周目のヴィルヌーヴとシューマッハの接触について、レーススチュワードは通常のレーシングアクシデントとして処理した。しかし、シューマッハが最初のワールドチャンピオンを獲得した1994年オーストラリアGPでも、デイモン・ヒルと接触事故を起こした経緯があったため、相打ちを狙ってわざとヴィルヌーヴにマシンをぶつけたのではないかとの疑念が絶えなかった。
国際自動車連盟 (FIA) は11月11日に行われた世界モータースポーツ評議会にシューマッハを召還し、事情聴取を行った。その結果シューマッハの行為は「本能的な反射的行動であり、故意ではあるが、悪意や予謀によるものではない」と判断。「深刻な過失」への罰則として「1997年度のF1ドライバーズ選手権の結果からシューマッハを除外する」「FIAの交通安全運動に7日間参加する」という裁定を下した。シューマッハはドライバーズランキング2位を剥奪されたが、各レースの勝利や得点などの個人記録、およびフェラーリのコンストラクターズ選手権ポイントは保持された。

### ヘレスゲート
シューマッハへの裁定が下される3日前の11月8日、イギリスの『タイムズ』紙にウィリアムズとマクラーレンのチーム無線を傍受したテープの内容が掲載された。レース終盤にピットとドライバーの間で交わされた会話は、優勝者の入れ替えを示唆するものだった。
マクラーレンチームとクルサードの交信内容は「ハッキネンを優勝させるべく順位を譲れ」というチームオーダーであった。クルサードはヴィルヌーヴに次ぐ2位を走行していたが、チームの指示に従い67周目にハッキネンを先行させた。後にクルサードは新聞のコラムでこの件に触れ、「僕もカッとして振舞えたらよかったと思うことが2回ある。それは1997年のヘレスと翌年のメルボルンだ」「レース前に話し合っていない指示をされた」「数周に渡り無線で議論したが、譲らなければチーム内での立場がまずくなるだろうと言われた」と述べている。
ウィリアムズの場合、ダメージを負ったマシンでチェッカーを目指すヴィルヌーヴに対して、担当エンジニアのジョック・クリアが「DC（デヴィッド・クルサード）がアーバインを抑えているところだ」「今ハッキネンが2位にいるのは分かってるだろうな。たぶん勝ちたがっているはずだぜ。何とかしてやれよ」と呼びかけていた。
この談合疑惑は「ヘレスゲート」と呼ばれることになる。当時のピット無線は原則非公開であり、何者かに盗聴されていたものとみられる。世界モータースポーツ評議会はシューマッハの裁定と同日にこの議題を討議した結果、「ヨーロッパGPの結果を操作するような合意がなかったことを証明した」として両チームを不問にした。
このようなテープがマスコミに流出した背景には、コンコルド協定の更改条件に同意していなかった3チーム（ウィリアムズ、マクラーレン、ティレル）へ圧力をかける意図があった、という見方もある。

### フォンタナの告白
ザウバーから出走したノルベルト・フォンタナは周回遅れになる際、1コーナーでシューマッハに道を譲ったが、その後はコース半周ほどヴィルヌーヴの前を走った。フォンタナは2006年に地元アルゼンチンの雑誌インタビューにおいて「レース前にフェラーリ代表のジャン・トッドが訪れ、『来年もザウバーがフェラーリエンジンを使い続けたければ、シューマッハが優勝できるようヴィルヌーヴを妨害しなければならない』と告げられた」と暴露した。
ザウバー代表のペーター・ザウバーは「フェラーリはシューマッハの競争相手をトラック上で妨害するような要求を示したことはない」として、フォンタナの発言を否定した。

### 最後のヘレス開催
波乱のヨーロッパGPはレース後の表彰式でも騒動が起こった。地元の市長が表彰式に割り込み、プレゼンターとして招かれていたメルセデス・ベンツ会長ユルゲン・シュレンプの面目を潰した。この一件後、FIAは「今後F1世界選手権はヘレス・サーキットでは行われない」と決定した。